# Третьяк, Андрей Витальевич
Андрей Витальевич Третьяк(род. 11 марта 1959, Магдебург, ГДР) — российский военачальник, начальник Главного оперативного управления Генерального штаба Вооружённых сил РФ — заместитель начальника Генерального штаба Вооружённых Сил РФ (2010—2011), начальник Военной академии Генерального штаба Вооружённых сил РФ (2012—2013), генерал-лейтенант.

## Биография
Родился в 1959 году в семье военнослужащего. После окончания в 1980 году Киевского высшего общевойскового командного училища имени М. В. Фрунзе, проходил службу командиром взвода и роты в Группе советских войск в Германии, начальником штаба и командиром батальона в Белорусском военном округе.
После окончания Военной академии имени М. В. Фрунзе в 1991 году последовательно занимал должности заместителя начальника оперативного отделения штаба дивизии, начальника штаба — заместителя командира полка, командира полка и отдельной мотострелковой бригады прикрытия, начальника штаба мотострелковой дивизии в Дальневосточном военном округе.
В 2001 году окончил Военную академию Генерального штаба Вооружённых Сил и был назначен командиром 131-й мотострелковой Лозовской дивизии в Сибирском военном округе. В 2002—2003 годах служил начальником штаба 33-го армейского корпуса в Сибирском военном округе. .
С 2003 по 2005 год служил начальником штаба 29-й общевойсковой армии (Улан-Удэ) Сибирском военном округе.
С мая 2005 года командовал 20-й гвардейской общевойсковой армией (Воронеж), Московского военного округа.
С 2008 по 2010 год служил начальником штаба — первым заместителем командующего войсками Ленинградского военного округа. За манеру относиться свысока к подчинённым авторитетом среди них не пользовался.
В январе 2010 года был назначен начальником Главного оперативного управления — заместителем начальника Генерального штаба Вооружённых Сил. 
В июле 2011 года подал рапорт об отставке. По мнению наблюдателей, он был связан с несогласием Третьяка А. В. с реформами в армии, проводимыми начальником Генштаба Николаем Макаровым. В октябре 2011 года Президент РФ освободил А. В. Третьяка от должности начальника Главного оперативного управления — заместителя начальника Генерального штаба Вооружённых Сил и уволил его с военной службы.
11 мая 2012 года был назначен начальником Военной академии Генерального штаба Вооружённых Сил Российской Федерации, сменив на этом посту генерала армии В. Н. Яковлева. Третьяк не был восстановлен на военной службе и возглавил академию в статусе государственного гражданского служащего. 4 февраля 2013 года освобождён от должности начальника академии.

## Семья
Женат, есть сын.

## Награды
- орден «За военные заслуги»
- орден Почёта
- медали СССР и Российской Федерации
- почётное звание «Заслуженный военный специалист Российской Федерации»